# FFH-Gebiet Lanker See und Kührener Teich
Das FFH-Gebiet Lanker See und Kührener Teich ist ein NATURA 2000-Schutzgebiet in Schleswig-Holstein im Kreis Plön in den Gemeinden Preetz, Kühren, Schellhorn und Wahlstorf. Es liegt im Naturraum Holsteinische Schweiz (Landschafts-ID 70208), in der Haupteinheit Ostholsteinisches Hügelland. Diese ist wiederum Teil der Naturräumlichen Großregion 2. Ordnung Schleswig-Holsteinisches Hügelland. Das Bundesamt für Naturschutz (BfN) rechnet das FFH-Gebiet in seinem Landschaftssteckbrief ebenfalls zur Landschaft Holsteinische Schweiz. Es hat eine Größe von 679 Hektar.
Die größte Ausdehnung des FFH-Gebietes liegt mit 4,2 Kilometer in Nordostrichtung. Es reicht vom Nordrand des Lanker Sees bis zum Südrand des Kührener Teiches. Die Westgrenze des FFH-Gebietes wird über weite Strecken durch den Bahndamm der Bahnstrecke Kiel–Lübeck gebildet. Die höchste Erhebung des FFH-Gebietes liegt mit 41,2 Meter über Normalhöhennull (NHN) an der Westspitze des Campingplatzes Lanker See, der niedrigste Punkt ist der Wasserspiegel des Lanker Sees mit 19,1 Meter über NHN, siehe Karte 1.
Das FFH-Gebiet besteht laut NATURA 2000-Standard-Datenbogen (SDB) vom Mai 2017 zu knapp zwei Dritteln aus der FFH-Lebensraumklasse Binnengewässer, siehe Diagramm 1.

## FFH-Gebietsgeschichte und Naturschutzumgebung
Der NATURA 2000-Standard-Datenbogen (SDB) für dieses FFH-Gebiet wurde im Februar 2006 vom Landesamt für Landwirtschaft, Umwelt und ländliche Räume (LLUR) des Landes Schleswig-Holstein erstellt, im September 2004 als Gebiet von gemeinschaftlicher Bedeutung (GGB) vorgeschlagen, im November 2007 von der EU als GGB bestätigt und im Januar 2010 national nach § 32 Absatz 2 bis 4 BNatSchG in Verbindung mit § 23 LNatSchG als besonderes Erhaltungsgebiet (BEG) bestätigt. Der SDB wurde zuletzt im Mai 2017 aktualisiert. Der Managementplan wurde im September 2009 veröffentlicht.
Das FFH-Gebiet Lanker See und Kührener Teich grenzt im Süden an das FFH-Gebiet Seen des mittleren Schwentinesystems und Umgebung. Innerhalb der westlichen Hälfte des FFH-Gebietes befinden sich die beiden Naturschutzgebiete „Halbinseln und Buchten im Lanker See“ und „Kührener Teich und Umgebung“. Das FFH-Gebiet liegt vollständig im Landschaftsschutzgebiet „Lanker See und die Schwentine bis zum Kleinen Plöner See und Umgebung“. Das FFH-Gebiet ist flächenmäßig weitgehend identisch mit dem europäische Vogelschutzgebiet „Lanker See“ sowie dem Schwerpunktbereich 241 des landesweiten Biotopverbundsystems.
Das FFH-Gebiet ist touristisch gut erschlossen. Am Lanker See befinden sich drei offizielle Badestellen, siehe Karte 3. Für den Bereich des NSG „Halbinseln und Buchten im Lanker See“ wurde im August 2020 ein Faltblatt des LLUR veröffentlicht, das an den Infotafeln im NSG ausgelegt wird und im Internet zur Verfügung steht.
Mit der Gebietsbetreuung der Naturschutzgebiete „Halbinseln und Buchten im Lanker See“ und „Kührener Teich und Umgebung“ sowie dem europäischen Vogelschutzgebiet „Lanker See“ wurde nach § 20 LNatSchG durch das LLUR der Naturschutzbund Deutschland, Landesverband Schleswig-Holstein e. V. beauftragt.

## FFH-Erhaltungsgegenstand

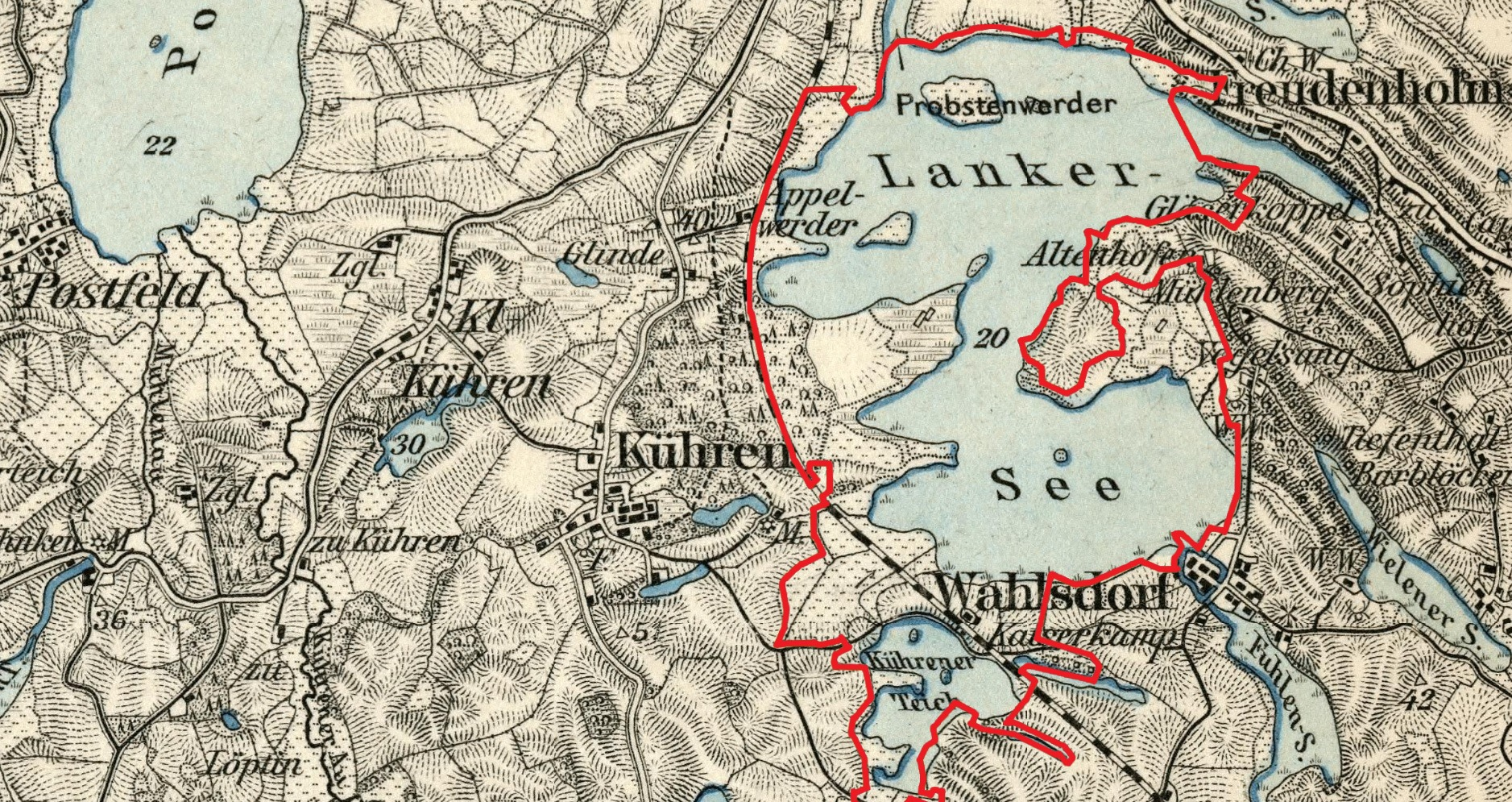
Bild 1ː Lanker See und Kührener Teich um 1893 (Rot umrandet das heutige FFH-Gebiet Lanker See und Kührener Teich)

Laut Standard-Datenbogen vom Mai 2017 sind folgende FFH-Lebensraumtypen (LRT) und Arten als FFH-Erhaltungsgegenstände mit den entsprechenden Beurteilungen zum Erhaltungszustand der Umweltbehörde der Europäischen Union gemeldet worden (Gebräuchliche Kurzbezeichnung (BfN)):
FFH-Lebensraumtypen nach Anhang I der EU-Richtlinie:
- 3150 Natürliche und naturnahe nährstoffreiche Stillgewässer mit Laichkraut oder Froschbiss-Gesellschaften (Gesamtbeurteilung B)[14]
- 7230 Kalkreiche Niedermoore (Gesamtbeurteilung B)[15]
- 9130 Waldmeister-Buchenwälder (Gesamtbeurteilung C)[16]

Arten gemäß Artikel 4 der Richtlinie 2009/147/EG und Anhang II der Richtlinie 92/43/EWG und diesbezügliche Beurteilung des Gebiets:
- 4056 Zierliche Tellerschnecke (Gesamtbeurteilung C)[18]
- 1188 Rotbauchunke (Gesamtbeurteilung B)[19]
- 1149 Steinbeißer (Gesamtbeurteilung C)[20]
- 1355 Fischotter (Gesamtbeurteilung C)[21]
- 1318 Teichfledermaus (Gesamtbeurteilung A)[22]
- 1166 Kammmolch (Gesamtbeurteilung B)[23]
- 1016 Bauchige Windelschnecke (Gesamtbeurteilung B)[24]

Die FFH-Lebensraumfläche besteht fast ausschließlich aus dem LRT 3150 Natürliche und naturnahe nährstoffreiche Stillgewässer mit Laichkraut oder Froschbiss-Gesellschaften, siehe Diagramm 2. Die größten sind der Lanker See und der Kührener Teich. Der LRT 7230 Kalkreiche Niedermoore findet sich als zusammenhängendes Gebiet auf einer Halbinsel im Lanker See (Lage). Das Moor wurde im neunzehnten Jahrhundert zur Torfgewinnung genutzt, siehe Bild 1. Der dritte FFH-Lebensraumtyp 9130 Waldmeister-Buchenwälder befindet sich als zusammenhängendes Gebiet westlich der Bahnstrecke Kiel–Lübeck im NSG „Halbinseln und Buchten im Lanker See“ zwischen dem Bahnhof Küren im Süden (Lage) und einer verlassenen Wohnstätte 750 Meter weiter nördlich (Lage). Hierbei handelt es sich um einen historischen Wald, der bereits in der Karte des Deutschen Reiches von 1893 als Waldgebiet vermerkt ist, siehe Bild 1. Zusammen mit einer Bruchwaldfläche südlich des Ortsteils Charlottenwerk, einer Bruchwaldfläche auf der Kürener Halbinsel und einer auf dem Appelwarder sind diese Flächen zum Naturwald erklärt worden und damit jeglicher Nutzung entzogen. Diese Wälder befinden sich vollständig im Besitz der Stiftung Naturschutz des Landes Schleswig-Holstein.
Im Rahmen des LIFE-Bombina-Projektes wurden auf Stiftungsflächen im Norden des NSG „Kührener Teich und Umgebung“ Laichgewässer zur Erhaltung der Art Rotbauchunke angelegt.
Der Managementplan beinhaltet als Anhang eine Karte der Biotoptypen im FFH-Gebiet (Kartierungsstand 2008). In den Jahren 2017 und 2018 wurde eine Biotopkartierung der FFH-Lebensraum- und Biotoptypen im FFH-Gebiet durchgeführt, siehe Diagramm 3. Diese bestätigt die Zahlen des SDB. Knapp ein Viertel der Fläche ist ausschließlich mit Biotoptypen belegt und knapp ein Fünftel ist keinem der beiden Schutzstati zugehörig. Der aktuelle Stand der Biotopkartierung enthält auch einige Flächen mit FFH-Lebensraumtypen, die im SDB vom Mai 2017 nicht aufgeführt sind, siehe Tabelle 1 und Karte 2. 
Bei dem FFH-Lebensraumtyp 3140 Nährstoffarme bis mäßig nährstoffreiche kalkhaltige Stillgewässer mit Armleuchteralgen handelt es sich um acht künstlich angelegte Teiche als Laichgewässer für Amphibien nördlich des Kührener Teiches, siehe Karte 3. Rund um den Lanker See verteilt befinden sich zehn Flächen, die als LRT 6510 Magere Flachland-Mähwiesen ausgewiesen wurden. Sie gehören ebenfalls der Stiftung Naturschutz und werden entsprechend gepflegt. Als Beispiel einer Neubewertung seien hier drei Flächen auf der Lanker Halbinsel angeführt, die sich westlich des Knicks befinden, der die Halbinsel von Nord nach Süd teilt (Lage). Diese wurden in der Biotopkartierung von 2008 noch als Biotoptyp RHm Ruderale Staudenflur frischer Standorte mit nur wenigen Feuchteanzeigern beschrieben.   
| Biotopnummer   | FFH-LRT                                                                                     | Fläche [ha] | Kartierungsdatum | Lage                         |
| -------------- | ------------------------------------------------------------------------------------------- | ----------- | ---------------- | ---------------------------- |
| 325826004-0432 | 9160 Sternmieren-Eichen-Hainbuchenwälder                                                    | 6171        | 02.09.2016       | 54° 11′ 34″ N, 10° 16′ 54″ O |
| 325846008-0942 | 9160 Sternmieren-Eichen-Hainbuchenwälder                                                    | 2159        | 16.10.2017       | 54° 12′ 47″ N, 10° 18′ 26″ O |
| 325846004-0429 | 9160 Sternmieren-Eichen-Hainbuchenwälder                                                    | 5939        | 16.05.2018       | 54° 11′ 33″ N, 10° 17′ 36″ O |
| 325826006-0929 | 6510 Magere Flachland-Mähwiesen                                                             | 2092        | 09.05.2018       | 54° 12′ 17″ N, 10° 17′ 2″ O  |
| 325846008-0943 | 6510 Magere Flachland-Mähwiesen                                                             | 22091       | 16.05.2018       | 54° 13′ 2″ N, 10° 17′ 23″ O  |
| 325826006-0925 | 6510 Magere Flachland-Mähwiesen                                                             | 3526        | 16.05.2018       | 54° 12′ 26″ N, 10° 16′ 59″ O |
| 325826006-0940 | 6510 Magere Flachland-Mähwiesen                                                             | 114586      | 24.05.2018       | 54° 12′ 22″ N, 10° 16′ 52″ O |
| 325846008-0414 | 6510 Magere Flachland-Mähwiesen                                                             | 1457        | 23.05.2018       | 54° 12′ 54″ N, 10° 18′ 30″ O |
| 325846008-0416 | 6510 Magere Flachland-Mähwiesen                                                             | 7143        | 23.05.2018       | 54° 12′ 49″ N, 10° 18′ 39″ O |
| 325826006-0927 | 6510 Magere Flachland-Mähwiesen                                                             | 11100       | 23.05.2018       | 54° 12′ 21″ N, 10° 17′ 1″ O  |
| 325826006-0809 | 6510 Magere Flachland-Mähwiesen                                                             | 3099        | 24.05.2018       | 54° 12′ 44″ N, 10° 17′ 5″ O  |
| 325846008-0904 | 6510 Magere Flachland-Mähwiesen                                                             | 12124       | 24.05.2018       | 54° 13′ 14″ N, 10° 17′ 36″ O |
| 325826006-0902 | 6510 Magere Flachland-Mähwiesen                                                             | 887         | 08.10.2017       | 54° 12′ 47″ N, 10° 16′ 25″ O |
| 325826004-0401 | 3140 Nährstoffarme bis mäßig nährstoffreiche kalkhaltige Stillgewässer mit Armleuchteralgen | 633         | 07.08.2017       | 54° 11′ 35″ N, 10° 16′ 39″ O |
| 325826004-0412 | 3140 Nährstoffarme bis mäßig nährstoffreiche kalkhaltige Stillgewässer mit Armleuchteralgen | 421         | 07.08.2017       | 54° 11′ 36″ N, 10° 16′ 49″ O |
| 325826004-0411 | 3140 Nährstoffarme bis mäßig nährstoffreiche kalkhaltige Stillgewässer mit Armleuchteralgen | 338         | 07.08.2017       | 54° 11′ 37″ N, 10° 16′ 51″ O |
| 325826004-0413 | 3140 Nährstoffarme bis mäßig nährstoffreiche kalkhaltige Stillgewässer mit Armleuchteralgen | 422         | 07.08.2017       | 54° 11′ 37″ N, 10° 16′ 47″ O |
| 325826006-0431 | 3140 Nährstoffarme bis mäßig nährstoffreiche kalkhaltige Stillgewässer mit Armleuchteralgen | 558         | 16.10.2017       | 54° 11′ 48″ N, 10° 16′ 39″ O |
| 325826004-0403 | 3140 Nährstoffarme bis mäßig nährstoffreiche kalkhaltige Stillgewässer mit Armleuchteralgen | 981         | 07.08.2017       | 54° 11′ 42″ N, 10° 16′ 38″ O |
| 325826004-0414 | 3140 Nährstoffarme bis mäßig nährstoffreiche kalkhaltige Stillgewässer mit Armleuchteralgen | 141         | 16.10.2017       | 54° 11′ 38″ N, 10° 16′ 49″ O |
| 325826006-0432 | 3140 Nährstoffarme bis mäßig nährstoffreiche kalkhaltige Stillgewässer mit Armleuchteralgen | 723         | 16.10.2017       | 54° 11′ 47″ N, 10° 16′ 46″ O |

## FFH-Erhaltungsziele
Aus den oben aufgeführten FFH-Erhaltungsgegenständen werden als FFH-Erhaltungsziele von besonderer Bedeutung die Erhaltung folgender Lebensraumtypen und Arten im FFH-Gebiet vom Ministerium für Energiewende, Landwirtschaft, Umwelt und ländliche Räume des Landes Schleswig-Holstein erklärt:
- 3150 Natürliche und naturnahe nährstoffreiche Stillgewässer mit Laichkraut oder Froschbiss-Gesellschaften
- 7230 Kalkreiche Niedermoore
- 9130 Waldmeister-Buchenwälder
- 4056 Zierliche Tellerschnecke
- 1318 Teichfledermaus
- 1166 Kammmolch
- 1016 Bauchige Windelschnecke

Aus den oben aufgeführten FFH-Erhaltungsgegenständen werden als FFH-Erhaltungsziele von Bedeutung die Erhaltung folgender Lebensraumtypen und Arten im FFH-Gebiet vom Ministerium für Energiewende, Landwirtschaft, Umwelt und ländliche Räume des Landes Schleswig-Holstein erklärt:
- 1188 Rotbauchunke
- 1149 Steinbeißer
- 1355 Fischotter

Damit sind alle FFH-Erhaltungsgegenstände als FFH-Erhaltungsziele übernommen worden.

## FFH-Analyse und Bewertung
Das Kapitel FFH-Analyse und Bewertung im Managementvermerk beschäftigt sich unter anderem mit den aktuellen Gegebenheiten des FFH-Gebietes und den Hindernissen bei der Erhaltung und Weiterentwicklung der FFH-Lebensraumtypen und Arten. Die Ergebnisse fließen in den FFH-Maßnahmenkatalog ein.
Die im FFH-Gebiet ausgewiesenen FFH-LRT-Flächen haben fast ausschließlich eine gute Gesamtbewertung im SDB erhalten, siehe Diagramm 4. Hierbei handelt es sich um den FFH-Lebensraumtyp 3150 Natürliche und naturnahe nährstoffreiche Stillgewässer mit Laichkraut oder Froschbiss-Gesellschaften mit dem Lanker See und dem Kührener Teich. Der Lanker See wird von dem Fließgewässer Schwentine durchflossen. Wegen ihrer Größe besteht beim Lanker See und der Schwentine eine Berichtspflicht gemäß der europäischen Wasserrahmenrichtlinie (WRRL). Danach wird der ökologische Zustand des Lanker Sees als „unbefriedigend“ und der chemische Zustand als „nicht gut“ bewertet, der ökologische Zustand der Schwentine Zulauf Lanker See (Fließgewässer) wird als „mäßig“ und der chemische Zustand als „nicht gut“ bewertet und der Ablauf der Schwentine Oberhalb Rosensee (Fließgewässer) wird als „schlecht“ und der chemische Zustand als „nicht gut“ bewertet. Ziel ist es, für die drei Gewässer bis 2028 einen „guten“ ökologischen und chemischen Zustand zu erreichen. Dieses Ziel scheint nicht erreichbar zu sein.  
Der FFH-Lebensraumtyp 9130 Waldmeister-Buchenwälder hat im FFH-Gebiet einen unbefriedigenden Gesamt- und Erhaltungszustand zuerkannt bekommen. Da dieser mittlerweile zum Naturwald erklärt wurde, kann er sich natürlich zum Urwald entwickeln.  
Große Teile der Feuchtwiesen und des Niedermoores, die der Stiftung Naturschutz gehören, werden nach den Regeln des Vertragsnaturschutzes „Weidewirtschaft Moor ohne Düngung“ bewirtschaftet. Das Mähgut wird aus dem Gebiet entfernt, um die Ausmagerung der Flächen zu unterstützen. Dies hat eine Steigerung der Artenvielfalt zur Folge.

## FFH-Maßnahmenkatalog
Der FFH-Maßnahmenkatalog im Managementplan führt neben den bereits durchgeführten Maßnahmen geplante Maßnahmen zur Erhaltung und Entwicklung der FFH-Lebensraumtypen im FFH-Gebiet an. Die Maßnahmen sind zudem in zwei Maßnahmenkarten und in neunundzwanzig Maßnahmenblättern zur Projektverfolgung tabellarisch erfasst.
Schwerpunkte der Maßnahmenː
- Aufrechterhaltung der Beweidung der Grünlandflächen zur Offenhaltung des Gebietes und Einhegung der Verbuschung
- Durchsetzung der Einhaltung des § 35 LNatSchG „Schutzstreifen an Gewässern“ zur Verringerung von Nährstoffeinträgen[42]
- Anlage weiterer Laichgewässer für Amphibien
- Umwandlung von Ackerland in extensiv genutztes Grünland
- Einstellung der künstlichen Entwässerung von Bruchwaldgebieten

## FFH-Erfolgskontrolle und Monitoring der Maßnahmen
Eine FFH-Erfolgskontrolle und Monitoring der Maßnahmen findet in Schleswig-Holstein alle 6 Jahre statt. Die Ergebnisse des letzten Monitorings wurden am 22. März 2010 veröffentlicht.

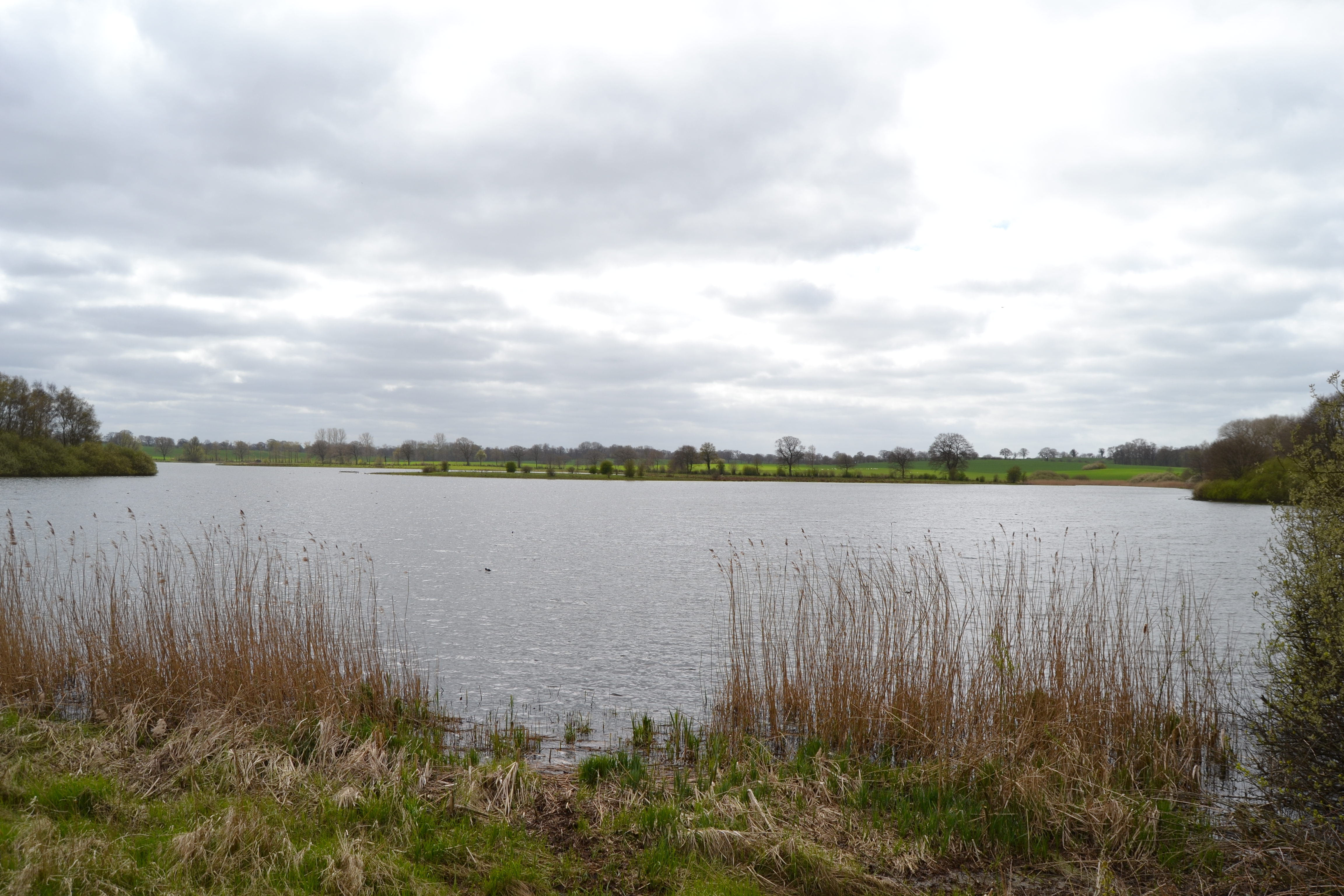
Kührener Teich
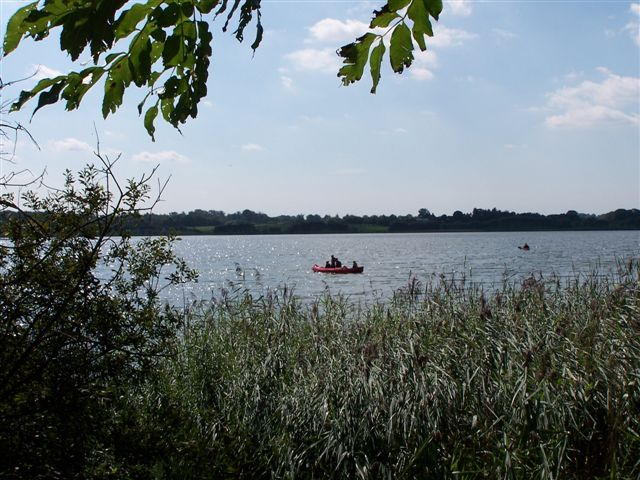
Süden des Lanker Sees
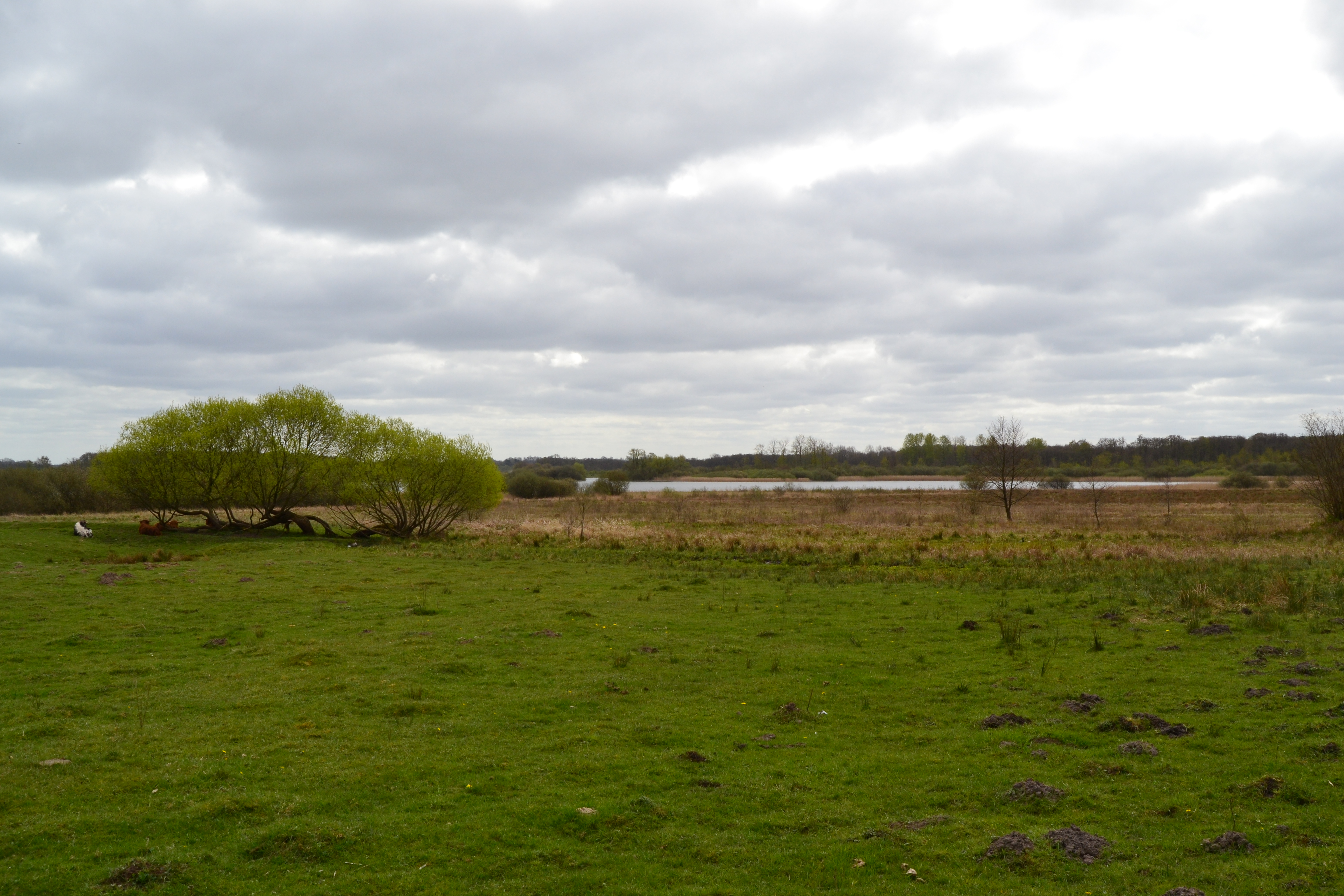
NSG Halbinseln und Buchten im Lanker See